# Guvna B
Guvna B, pseudonimo di Isaac Charles Bortey Borquaye (Custom House, 13 giugno 1989), è un cantante e rapper britannico di origini ghanesi.

## Biografia
Guvna B, vincitore di tre MOBO Awards per il miglior artista gospel, ha pubblicato nove album in studio, il più recente nella prima metà del 2023 (The Village Is on Fire). Nel gennaio 2022 ha conseguito la sua prima top ten nella Official Singles Chart con Massive.

## Discografia

### Album in studio
- 2008 – The Narrow Road
- 2011 – Scrapbook
- 2013 – Odd1Out
- 2014 – Scrapbook II
- 2024 – Something for the Summer
- 2015 – Secret World
- 2018 – Hands Are Made for Working
- 2020 – Everywhere + Nowhere
- 2023 – The Village Is on Fire

### Singoli
- 2012 – Free
- 2013 – Sending One Up
- 2013 – Send a Wave
- 2016 – Fear Is a Lie (con Hillsong Youth UK)
- 2017 – Everyday
- 2018 – Been Hustlin' (Black Del Boy)
- 2018 – Dun All the Hype (feat. Melvillous)
- 2018 – Cast Your Cares (feat. The Kingdom Choir)
- 2019 – Mazza
- 2020 – Battle
- 2020 – Cushty
- 2020 – Brother (con Jake Isaac e Joshua Luke Smith feat. Bianca Rose)
- 2020 – Watching over Us (con Madison Ryann Ward)
- 2022 – Massive
- 2022 – Juggling (con Marc Jones)
- 2023 – Daily Duppy!